# Dolicheremaeus variolatus
Dolicheremaeus variolatus är en kvalsterart som beskrevs av Sandór Mahunka 1989. Dolicheremaeus variolatus ingår i släktet Dolicheremaeus och familjen Tetracondylidae. Inga underarter finns listade i Catalogue of Life.